# WEST WIND たかじんスペシャル
『WEST WIND たかじんスペシャル』（ウェスト・ウィンド たかじんスペシャル）は、1986年12月16日に発売された、やしきたかじんのビクター音楽産業からの初のベスト・アルバム。

## 解説
「CATCH ME」「For You〜やっぱ好きやねん〜」2枚のアルバムから、5曲ずつ選曲された全10曲入りのベスト・アルバム。なお、ジャケット写真は大阪・中之島公会堂をバックに撮影したもの。

## 収録曲
1. やっぱ好きやねん　（4：25）
作詞・作曲：鹿紋太郎　編曲：川村栄二
2. ハーバー・ライト　（3：39）
作詞：伊藤アキラ　作曲：やしきたかじん　編曲：上柴はじめ
3. 雨の日はバラードで　（5：03）
作詞：ありそのみ・谷口雅洋　作曲：谷口雅洋　編曲：川村栄二
4. スマイル・アゲイン　（4：41）
作詞：来生えつこ　作曲：やしきたかじん　編曲：岩本正樹
5. ゆめいらんかね　（4：42）
作詞：荒木十章　作曲：やしきたかじん　編曲：上柴はじめ
6. あんた　（4：08）
作詞・作曲：伊藤薫　編曲：若草恵
7. 再会〜After Five Years〜　（5：14）
作詞：竜真知子　作曲：林哲司　編曲：松井忠重
8. 哀しみのAgain　（4：46）
作詞・作曲：伊藤薫　編曲：奥慶一
9. トワイライト・ジェラシー　（3：43）
作詞：朝倉恭子　作曲：泰葉　編曲：岩本正樹
10. ラヴ・イズ・オーヴァー　（4：23）
作詞・作曲：伊藤薫　編曲：八木正生